# Genderové stereotypy v českém školství
Pojem gender se používá v souvislosti s rozdíly mezi muži a ženami. Tyto rozdíly jsou podle genderových teoretiků utvářeny sociálně a kulturou, ve které žijeme. Genderovou rovností potom chápeme rovné příležitosti mužů a žen v souvislosti se vzděláváním, v zaměstnání, ale i v rodinném životě.
Nejčastější formou nerovností mezi ženami a muži jsou tzv. genderové stereotypy, které jsou předávány socio-kulturně, v rodině i vzdělávacím systému. Ve školství se tyto rozdíly projevují například při rozdělování úkolů v rámci třídy (tvorba nástěnek, zalévání květin), ale i jednotlivých předmětů (děvčata mají vaření, chlapci dílny, dívky mají osvětu v oblasti sexuálního a reprodukčního zdraví a chlapci mají volno). Stereotypy jsou spjaty s představou, že ženy a muži mají ve společnosti zastávat odlišné role, jsou k nim biologicky naprogramováni a je správné tyto rozdíly výchovou dále podpořit. Stereotypy mohou ovlivňovat i výběr budoucího povolání. Společnost předpokládá, že se dívky zaměřují především na humanitní obory, zatímco chlapci na technické apod.
Reprodukce genderových nerovností nespočívá jen v předávání genderových stereotypů. Svou roli sehrávají především vztahy moci, uplatňování privilegií a diskriminace.

## Genderová politika
Ve spisu evropské informační sítě Eurydice se nachází: „Tradiční genderové role i stereotypy mají tendence přetrvávat na všech úrovních vzdělávání. Ovlivňují socializaci žáků a následně výběr jejich povolání.“ Vznikají proto politické dokumenty na mezinárodní úrovní (OSN, EU), které se snaží zabránit jak předávání genderových stereotypů, tak nerovných šancí v zaměstnání. Diskriminaci žen ve vedoucích pozicích se zabývá OSN i EU.
„Genderová rovnost je nejčastěji formulována jako rovné zacházení či rovné příležitosti žen a mužů. V České republice je podle školského zákona jedním z cílů vzdělávání pochopení a uplatňování principu rovnosti žen a mužů ve společnosti. Prvořadým cílem genderových politik rovnosti ve vzdělávání je proto zpochybnit tradiční genderové role a stereotypy.“

## Školská politika v Česku
Česká republika se zavázala genderovou rovnost prosazovat v souvislosti s mezinárodními dokumenty. „Od roku 1998 je oblast rovných příležitostí žen a mužů specificky řešena v jednotlivých resortech, včetně Ministerstva školství, mládeže a tělovýchovy. MŠMT v návaznosti na vládní dokument každoročně připravuje 'Priority a postupy MŠMT při prosazování rovných příležitostí mužů a žen', v němž formuluje směr a dílčí úkoly pro politiku genderové rovnosti ve své gesci.“ 
V Česku připravuje zákony v oblasti školství Ministerstvo školství, mládeže a tělovýchovy (MŠMT). Národním vzdělávacím programem je tzv. Bílá kniha, v ní se mluví o „rovném přístupu ke vzdělávání, o vyrovnání nerovností sociálního a kulturního prostředí i všech znevýhodnění daných zdravotními, etnickými či specificky regionálními důvody a o podpoře demokratických a tolerantních postojů ke všem členům společnosti bez rozdílu.“ V posledních letech prodělalo české školství velké změny. Učební osnovy byly nahrazeny vzdělávacími programy. Z Národních vzdělávacích programů vychází Rámcové vzdělávací programy, které tvoří rámec pro Školní vzdělávací programy. Podle Ireny Smetáčkové je „hlavním přínosem RVP důraz na osobnost studujícího. Osnovy se věnovaly tomu, co má škola učit, RVP jsou pojaty z hlediska žáků – co má studující umět. Nesměřují výrazně a explicitně ke snižování genderových nerovností, nicméně obsahují některé dílčí body, které se rovnosti mezi ženami a muži dotýkají.“
Podle Lucie Jarkovské a Kateřiny Liškové z Fakulty sociálních studií Masarykovy univerzity se „daleko více než MŠMT této problematice věnují nevládní organizace financované z grantů, které pořádají školení a vydávají publikace. Mezi nejvýznamnější patří Otevřená společnost, o.p.s., Nezávislé sociálně ekologické hnutí (Nesehnutí) a Žába na prameni, o.s.“ České školství také podle nich údajně vštěpuje jednotlivým aktérům postoje, které vedou k následnému předávání genderových nerovností a tím přispívají k jejich reprodukci. Navíc působí dojmem legitimizace, která změnu v této oblasti dále stěžuje.

## Stav genderové rovnosti a plán MŠMT
Podle údajů, které MŠMT převzalo za statistik Českého statistického úřadu, se genderové nerovnosti projevují nejen mezi žáky, ale i mezi učiteli, jejich rozvrstvením na jednotlivých úrovních vzdělávacího systému i na jejich platovém ohodnocení. Počet žen je výrazně vyšší na nižších úrovních vzdělávání (ve školním roce 2012/2013 v mateřských školách 99,7 %), naopak s vyšším stupněm se zvyšuje počet mužů (ve stejném školním roce na vysokých školách 64,7 %).
„Statistické údaje ukazují, že vyšší vzdělání přináší jednotlivcům statisticky vyšší šanci na vyšší výdělek. Nicméně to neplatí bez ohledu na gender. V České republice bude skupina více vzdělaných žen vydělávat více než skupina méně vzdělaných žen, ale ne nutně již více, než skupina více vzdělaných mužů. V každé vzdělanostní kategorii vydělávají ženy méně než muži. Podle Českého statistického úřadu činila v roce 2011 průměrná hrubá mzda ženy s maturitou 23 175 Kč, průměrná hrubá mzda stejně vzdělaného muže byla 28 441 Kč, vysokoškolačky braly v průměru 35 230 Kč, vysokoškoláci 48 882 Kč. Dokonce čím déle ženy ve vzdělávacím systému setrvávají a čím vyššího stupně vzdělání dosahují, tím větší bude rozdíl mezi jejich příjmem a příjmem jejich stejně vzdělaných vrstevníků-mužů.“ (Tento problém se netýká pouze školství.)
V souvislosti s těmito a dalšími zjištěními prezentovanými v dokumentu Stav genderové rovnosti v resortu MŠMT a Návrh střednědobého strategického plánu v oblasti genderové rovnosti nacházejí tyto střednědobé strategie:
1. Střednědobá strategie genderové rovnosti ve vzdělávání – Strategie genderové rovnosti ve vzdělávání vychází z představy genderově rovného školství, které se vyznačuje třemi následujícími znaky:
  1. genderová parita, tj. vyrovnanější zastoupení dívek a chlapců v různých segmentech vzdělávacího systému,
  2. rovné a spravedlivé podmínky a zacházení s dívkami a chlapci v průběhu vzdělávání,
  3. zahrnutí genderové problematiky do obsahu vzdělávání tak, aby mohlo dojít k uvědomění a porozumění genderovým stereotypům v myslích žáků a žákyň.
2. Střednědobé cíle v oblasti školství:
  1. Zvýšení prostupnosti dívčích a chlapeckých vzdělávacích trajektorií,
  2. vyrovnání genderového rozdílu ve školních výkonech,
  3. podpora genderové perspektivy v kurikulu,
  4. změna podílu mužů a žen v učitelství.